# Женидба Максима Црнојевића
Женидба Максима Црнојевића је епска народна пјесма из покосовског циклуса епских пјесама. У пјесми је опјевана женидба главног јунака Максима Црнојевића и све препреке на које он у међувремену наилази. Пјесма обухвата све традиционалне елементе и обичаје везане за женидбу, од избора младе, просидбе, уговарања свадбе, па до скупљања сватова и одласка сватовске поворке која иде по младу.

## Тема
Пјесма описује заплете и преваре које прате припреме за женидбу кнежевог сина Максима те трагедију која произилази из њих.

## Врста књижевног дела
Народна епска пјесма

## Радња
Црногорски кнез Иво Црнојевић, отац Максима Црнојевића, напокон успијева да испроси дјевојку за Максима након читаве три године. Он, због понижења за које је сматрао да је доживио током тих дугих година прстеновања и уговарања свадбе, поставља услов свом будућем пријатељу са жељом да га што више понизи из освете. Међутим, управо због тог постављеног услова почиње низ трагедија, које спречавају Ива да испуни услов који је поносно задао. Повратком на Жабљак, он дознаје да је услов који је лично поставио већ прекршен. Иво, погођен више спознајом да неће успјети да одржи задату ријеч више него болешћу властитог сина, одгађа свадбу, прекршивши договор са дуждом те забранивши да се о свадби уопште и говори. За Максима се сматра сад да грднијег нема, иако је његов отац обећао да љепшег од њега бити неће.
Након дугих десет година, Иво добија писмо написано од стране дужда, који га отворено оптужује за превару и кршење дате ријечи. Да би се показао као човјек који не крши своја задата обећања, Иво одлучује да дигне читаву земљу у сватове, а умјесто Максима који је онемогућен, за лажног младожењу шаље капетана Милоша Обренбеговића. Иако га сестрић Јован савјетује да ни по коју цијену не оставља земљу пусту да би сви црногорски јунаци отишли у сватове, Иво одреагује својевољно у својој намјери да оде по невјесту, те га не послуша. Ипак, народни пјевач нам указује на то да ће се десити нека изразита несрећа јер у сватовима није било кума, који се важи за заштитника сватова.
Невјеста у међувремену успије да сазна за превару и лажног младожењу, те изражава жељу од свекра да врати све дарове које је њена породица дала Милошу, што он одбија, себично желећи и младу искључиво за себе. Тај поступак изазива у Максиму бијес, повриједивши његов понос и его. Без имало кајања и страха, испуњен мржњом и бијесом, Максим јашући на црном коњу убија свог похлепног и себичног рођака. Туга и јадовање наступише, испуњавајући читаву поворку због проливене братске крви. Иво, у дубокој жалости и кајању, поче тражити Максима међу гомилом мртвих. Тада Максим, који је преживио, одустаје од женидбе и враћа невјесту. Бијесан, прекида везе са својом породицом, напушта их и придружује се Турцима. Иако је промјенио име и вјеру, ни међу Турцима није нашао свој мир.